# Marathon van Amsterdam 1980
De marathon van Amsterdam 1980 werd gelopen op zaterdag 26 april 1980. Het was de vijfde editie van deze marathon. 
De Nederlander Gerard Nijboer passeerde bij de mannen de streep als eerste in 2:09.01. Hij verbeterde hiermee het Nederlandse record en bleef de winnaar van het jaar ervoor, Ferenc Szekeres, meer dan drieënhalve minuut voor. Bij de vrouwen was het de Nederlandse Marja Wokke, die voor de eerste keer in de geschiedenis van de Amsterdamse marathon een tijd op de klokken zette die ver binnen de drie uur lag. Zij won in 2:40.15, wat niet alleen een Nederlands record was, maar waarmee zij ook op de achtste plaats van de Europese ranglijst terechtkwam.

## Uitslagen

### Mannen
| rang   | naam                | land | tijd    |
| ------ | ------------------- | ---- | ------- |
| Goud   | Gerard Nijboer      | NED  | 2:09.01 |
| Zilver | Ferenc Szekeres     | HUN  | 2:12.35 |
| Brons  | José Reveyn         | BEL  | 2:12.40 |
| 4      | Cor Vriend          | NED  | 2:13.08 |
| 5      | Masao Matsuo        | JPN  | 2:16.08 |
| 6      | Torbjorn Larsen     | NOR  | 2:19.44 |
| 7      | Kjell-Age Gotvassli | NOR  | 2:19.46 |
| 8      | Jacques Valentin    | NED  | 2:21.13 |
| 9      | Tom Larmit          | NED  | 2:22.52 |
| 10     | Ove Larsen          | DEN  | 2:22.53 |
| 12     | Piet van Alphen     | NED  | 2:23.23 |
| 14     | Yoshiaki Unetani    | JPN  | 2:25.04 |
| 15     | Roelof Veld         | NED  | 2:25.30 |
| 17     | Douwe Jaarsma       | NED  | 2:27.04 |
| 18     | Gerrit van Essen    | NED  | 2:29.20 |
| 20     | Gerrit Aalders      | NED  | 2:30.14 |
| 22     | Joop Keizer         | NED  | 2:30.19 |

### Vrouwen
| rang   | naam              | land | tijd    |
| ------ | ----------------- | ---- | ------- |
| Goud   | Marja Wokke       | NED  | 2:40.15 |
| Zilver | Plonie Scheringa  | NED  | 3:04.56 |
| Brons  | Marjan Hoogerhoud | NED  | 3:09.53 |
| 4      | Wil Kroon-Noldus  | NED  | 3:10.29 |
| 5      | Trijnie Smeenge   | NED  | 3:11.05 |

1975 ·
1976 ·
1977 ·
1978 ·
1979 ·
1980 ·
1981 ·
1982 ·
1983 ·
1984 ·
1985 ·
1986 ·
1987 ·
1988 ·
1989 ·
1990 ·
1991 ·
1992 ·
1993 ·
1994 ·
1995 ·
1996 ·
1997 ·
1998 ·
1999 ·
2000 ·
2001 ·
2002 ·
2003 ·
2004 ·
2005 ·
2006 ·
2007 ·
2008 ·
2009 ·
2010 ·
2011 ·
2012 ·
2013 ·
2014 ·
2015 ·
2016 ·
2017 ·
2018 ·
2019 ·
2020 ·
2021 ·
2022 ·
2023 ·
2024 ·
2025